# Heliophobus virgata
Heliophobus virgata là một loài bướm đêm trong họ Noctuidae.